# Таш, Джошкун
Джошку́н Таш (тур. Coşkun Taş; 23 апреля 1935, Айдын — 11 ноября 2024, Кёльн) — турецкий футболист, нападающий, считающийся одним из первых турецких игроков в немецком чемпионате. Участник чемпионата мира 1954 года в составе сборной Турции.

## Клубная карьера
Таш начал играть в футбол в своём родном городе Айдын в клубе «Айдынспор». В 1949 года он получил специальное разрешение, которое позволило ему выступать за основную команду. В 1951 году, в возрасте 18 лет, переехал в Стамбул для обучения в университете и вскоре стал игроком местного «Бешикташа». До 1959 года Таш совмещал выступления за клуб с учёбой, за это время дважды выиграв Кубок федерации Турции. После окончания учёбы он решил переехать в Германию, в которой с 1913 по 1917 год жил его отец, так как хотел выучить немецкий язык и работать в журнале Kicker. По собственной инициативе он отправился в Кёльн, чтобы выступать за одноимённый клуб. Президент клуба Франц Кремер решил подписать Таша, ставшего одним из первых турок в высшей лиге немецкого футбола и первым турецким игроком в команде. На момент перехода Таша в Кёльне находилось всего 18 турок, включая персонал в консульстве.
В 1960 году Таш в составе клуба, ставшего чемпионом западной зоны чемпионата, вышел в финал немецкого футбольного первенства против «Гамбурга» (2:3); в ходе этого турнира тренер Освальд Пфау использовал его во всех играх. Однако в этом матче он не участвовал; по слухам, это было связано с тем, что Кремер хотел использовать в финальном матче исключительно немецких игроков. В следующем сезоне Таш потерял место в стартовом составе, а «Кёльн» снова стал первым в западной зоне, но не сумел выйти в финал первенства. Также футболист решил начать обучение на тренера в Немецкой Академии Спорта под руководством Хеннеса Вайсвайлера. В связи с этим он хотел остаться в регионе и после ухода из «Кёльна» перешёл в клуб второго дивизиона «Боннер», где и завершил игровую карьеру в 1962 году.

## Карьера в сборной
14 марта 1954 года Таш дебютировал за сборную Турцию в матче отборочного турнира на чемпионат мира 1954 против Испании (1:0). Так как сборные Испании и Турции имели равное количество очков в группе, между этими сборными был назначен решающий матч плей-офф за выход на чемпионат мира, завершившийся со счётом 2:2. Джошкун отыграл весь матч, а сборная Турции впервые в истории квалифицировалась на мундиаль благодаря жребию. Таш был включён в заявку сборной на этот турнир, но появился на поле лишь в дополнительном матче за выход в плей-офф против ФРГ (2:7). Этот матч стал последним для игрока в составе сборной.

## Дальнейшие годы
В 1962 году Таш принял предложение от кёльнского завода Ford работать в отделе планирования продаж и параллельно тренировать заводскую команду. Позже он занимал пост главного тренера в «Линдларе» и кёльнской «Виктории». В настоящее время Таш по-прежнему связан с футболом и работает в футбольной ассоциации Среднего Рейна. Он жил в Германии с 1959 года. Джошкун женился на немке и стал гражданином Германии.
Таш умер в Кёльне 11 ноября 2024 года в возрасте 89 лет.

## Достижения
Бешикташ
- Кубок федерации Турции[англ.] (2): 1956/1957, 1957/1958

 Кёльн
- Чемпион западной зоны Оберлиги (2): 1959/1960, 1960/1961